# Atractodes nigerrimus
Atractodes nigerrimus là một loài tò vò trong họ Ichneumonidae.